# Tinomana Ariki
Les Tinomana Ariki sont la dynastie régnante de la tribu (vaka) de Puaikura sur l'île de Rarotonga (îles Cook). Le territoire de la tribu est situé à l'ouest de l'île, ses frontières traditionnelles correspondant à peu près à celles de l'actuel district d'Arorangi. 
Il existe plusieurs versions quant à l'origine de la lignée. Certaines d'entre elles font remonter les Tinomana Ariki à Tinomana Motoro, l'un des fils de Tangiia Nui. D'autres versions évoquent un certain Rongooe ou Rongovei, un enfant illégitime né de la liaison entre un mataiapo de Takitumu et l'une des épouses de Makea Te Ratu  (cf. Makea Nui Ariki). L'absence de sources fiables supplémentaires interdits néanmoins d'aller plus loin dans les hypothèses dans le cadre de wikipedia, le risque étant qui plus est, de réveiller quelque conflit foncier somnolent. Nous ferons commencer ici la généalogie à partir de Tinomana Napa, qui serait le premier des Tinomana Ariki à s'être installé à Puaikura, sans doute dans le courant du XVIIè ou au début du XVIIIe siècle, en nous appuyant essentiellement sur les écrits de Taira Rere (cf source), historien et linguiste local aujourd'hui décédé, lui-même étant membre de la famille Tinomana. 
Le titulaire du titre est depuis 1991 Tinomana Ruta Tuoro Ariki

## Succession au titre

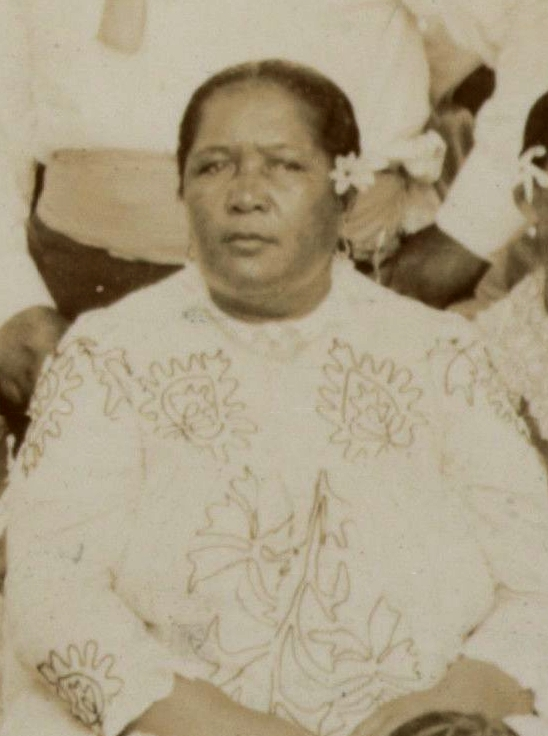
Tinomana Mereana Ariki vers 1896

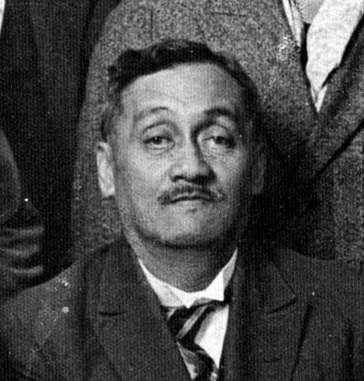
Tinomana Tuoro Ariki en 1934

- Tinomana Napa, surnommé l'"ariki despote", il fut chassé de Takitumu par les mataiapo de la tribu.
- Tinomana Ru issu de l'union entre Tinomana Napa et Tumai.
- Tinomana Temutu issu de l'union entre Tinomana Ru et l'une de ses épouses Tepaeru a Teaia
- Tinomana Te Au Ariki serait le fils de Temutu. Il y a néanmoins selon Taira Rere des incertitudes quant à sa mère, parmi les nombreuses épouses de Temutu.
- Tinomana Enuarurutini est le fils aîné de Te Au Ariki et Ngamau a Io. Né sans doute dans les années 1780, il est le l'Ariki en titre de Puaikura en 1823, lors du passage de John Williams. Enuarurutini avait en 1823 trois épouses, Te Pori (la fille de Pa Taputapuatea[3]), Oakirangi (elle-même l'une de ses cousines puisque descendant de Tinomana Temutu) et Akaiti (la fille de Rua o Rangiatea)[4]. Les descendants de ces trois épouses vont jusqu'à nos jours se succéder au titre, avec bien souvent des conflits de successions entre les trois lignées.  Enuarurutini décède en 1854
- Tinomana Teariki Tapurangi (1854-1868), plus connu dans les sources sous son nom chrétien Setepano, est issu de l'union entre Enuarurutini et Te Pori. L'aînée d'Enuarurutini était Te Vaerua o te Rangi qui épousa en 1825 l'évangéliste originaire de Bora-bora, Papehia que John Williams avait déposé en 1823. Étant une femme, elle ne pouvait à l'époque prétendre au titre, bien que certains de ses descendants finiront par y accéder[5]. Il décède en 1868.
- Tinomana Makea Tamuera (1868-1881) est le fils de Setepano. Il épouse de ses cousines Rangitai, petite-fille de Papehia, avec qui il n'aura aucune descendance. Sa sœur cadette Tinomana Mereana Ariki lui succède à son décès en 1881.
- Tinomana Mereana Ariki (1881-1908) est la sœur cadette de Tinomana Makea Tamuera et la fille de Setepano. Elle épouse John Mortimer Salmon[6]. Ils eurent 5 enfants tous morts en bas âge[7]. Le titre passe ensuite à une autre lignée de la famille.
- Tinomana Napa Ariki (1908-1909) dont le règne ne dura que quelques mois est issu de la lignée Oakirangi, c'est-à-dire la seconde épouse d'Enuarurutini. Après sa mort le titre revient à la lignée Te Pori
- Tinomana Pirangi (1910-1915). Fils de Taromi et petit-fils de Papehia et Te Vaerua o te Rangi. Il épouse Rangipiri.
- Tinomana Ngataraiau (1915-1916). Fille de Tekao et petite-fille de Papehia et Te Vaerua o te Rangi.
- Tinomana Tuoro (1916-1934) lignée Akaiti (troisième épouse de Tinomana Enuarurutini)
- Tinomana John Pirangi (1934-1948), fils de Tinomana Pirangi et Rangipiri (lignée Te Pori/Papehia)
- Tinomana Tepai (1948-1970), lignée Te Pori/Papehia

Après le décès de Tinomana Tepai en 1970 et un énième conflit de succession qui dura plusieurs années entre les lignées Te Pori/Papehia, Oakirangi et Akaiti, il fut décidé que désormais les trois lignées se succéderaient à tour de rôle au titre. Cela semble avoir été respecté depuis lors. 
- Tinomana Napa Tauei Konitanitai Ariki ou Constantin Napa (1975-1991), lignée Oakirangi
- Tinomana Ruta Tuoro Ariki est l'ariki en titre depuis 1991. Elle appartient à la lignée Akaiti (troisième épouse d'Enuarurutini).

## Arbres généalogiques
Tinomana Enuarurutini (ca.1780-1854), Ariki en titre en 1823 lors du passage de John Williams eut trois épouses, Te Pori, Oakirangi et Akaiti. Les descendants de ces trois épouses vont jusqu'à nos jours se succéder au titre. 
En gras les descendants d'Enuarurutini ayant obtenu le titre de Tinomana Ariki

### Lignée Te Pori (1reépoused'Enuarurutini)
```
Tinomana Enuarurutini
 ♂ 
x Te Pori ♀ (fille de 
Pa Taputapuatea
)
│
├──> Te Vaerua o te Rangi (Vainu) ♀ 
│    x 
Papehia
 ♂
│    │
│    ├──> Te Upoko o Nga Ariki ♀
│    │    x 
Makea Karika Tuaivi
 ♂ 
│    │    │
│    │    └──>
Makea Karika Tavake
 ♂
│    │         x Matiroeroe Papai ♀
│    │         │
│    │         ¦
│    │         (cf. 
Makea Karika Ariki
)
│    │     
│    ├──> Tekao ♂   
│    │    x Tauariki ♀
│    │    │
│    │    ├──> Tapumanoanoa ♀  
│    │    │    x 
Rangi Makea Ariki
 ♂,   
│    │    │    │
│    │    │    ¦
│    │    │    (cf. 
Makea Nui Ariki
)    
│    │    │         
│    │    └──>
Tinomana Ngataraiau
 ♀, Tinomana Ariki de 1915 à 1916 (aucune descendance)
│    │        x Metuaore  
│    │
│    ├──>Taromi ♀
│    │   x Tuki ♂ (premier époux), x Aporo ♂ (
2
e
 
époux
) 
│    │   │ 
│    │   ├──>
Tinomana Pirangi
 ♂, Tinomana Ariki de 1910 à 1915
│    │   │    x Rangipiri ♀
│    │   │   │ 
│    │   │   ├──>Tuiarongo ♀
│    │   │   │   x Tamaau ♂ (premier époux), x Ngaakapi ♂ (second époux) 
│    │   │   │   │
│    │   │   │   ├──>Tamatoa ♂
│    │   │   │   │   x Tearuru ♀
│    │   │   │   │   │
│    │   │   │   │   ├──>
Tinomana Tepai
 ♂, Tinomana Ariki de 1948 à 1975
│    │   │   │   │   │
│    │   │   │   │   └──>+ 13 autres enfants
│    │   │   │   │
│    │   │   │   └──>+ 7 enfants, 4 avec Tamaau (Tauariki; Pirangi; Rere; Tamaau) et 3 avec
│    │   │   │       Ngaakapi (Tou; Teau; Taru)
│    │   │   │
│    │   │   └──>
Tinomana John Pirangi
 ♂, Tinomana Ariki de 1934 à 1948
│    │   │       x Rongonui ♀ (
1
re
 
épouse
), x Oropai ♀ (
2
e
 
épouse
) ⇒ 7 enfants
│    │   │
│    │   └──>+ 2 enfants avec Aporo (Mare et Tuatata). 
│    │
│    └──>+ 5 enfants (Rangitai ♀ ; Isaia ♂ ; Te Pori ♀ ; Matoi ♀ ; Ani ♀)
│
├──>Teuira-kamo-ariki ♀, elle eut une fille Teara qui n'eut pas de descendance connue
[
8
]

│
└──>
Tinomana Teariki Tapurangi
 (Setepano) ♂, Tinomana Ariki de 1854 à 1868
    x Mereana ♀
[
9
]

    │
    ├──>
Tinomana Makea Tamuera
 ♂, Tinomana Ariki de 1868 à 1881
    │   x Rangitai ♀, fille de Taromi ⇒ (aucune descendance)
    │
    └──>
Tinomana Mereana Ariki
 ♀, Tinomana Ariki de 1881 à 1908
        x John Mortimer Salmon (aucune descendance)
```

### Lignée Oakirangi (2eépoused'Enuarurutini)
```
Tinomana Enuarurutini
 ♂ 
x Oakirangi ♀ 
│
├──>Napa ♂ (aucune descendance)
│
├──>Tauei ♂
│   x Maria ♀
│   ├──>
Tinomana Napa Ariki
 ♂, Tinomana Ariki de 1908 à 1909
│   │   x Anika 
│   │   │ 
│   │   ├──>Tauei ♂ 
│   │   │   x Minnie Piltz ♀
│   │   │   │ 
│   │   │   ├──>
Tinomana Napa Tauei Konitanitai Ariki
♂, Tinomana Ariki de 1975 à 1991
│   │   │   │   x Ngapoko ♀
│   │   │   │   │
│   │   │   │   └──>9 enfants (Minnie, Harry, Terito, Tuaine, Henry, Tekonini, Samuel,
│   │   │   │       Teremoana, Tauei)
│   │   │   │
│   │   │   └──>+ 12 enfants (Tiamarama, Teuira, Tetevano, Oakirangi, Poko, George, Emil, Mary,
│   │   │       Maria, Lily, Anika, Reginald)
│   │   │  
│   │   └──>+9 enfants (Tangiiau, Enua, Roimata, Tekura, Apu, Rangia, Maio, Rangi, Ema) 
│   │
│   └──>Remuera ♂
│       x Ana ♀ (aucune descendance)
│
├──>Pipo (aucune descendance)
│
├──>Tutu (aucune descendance)
│
├──>Tiamarama
│   x Te Ora Araiti (nombreuse descendance)
│
└──>Tepini (aucune descendance)
```

### Lignée Akaiti (3eépoused'Enuarurutini)
```
Tinomana Enuarurutini
 ♂ 
x Akaiti ♀ 
│
├──>Te Putangi Ariki ♂ (aucune descendance)
│
├──>Tinirau  ♂ (aucune descendance)
│
├──>Tuoro ki Aitu ♂
│   x Mangavai ♀
│   │     
│   ├──> Ru
│   │     
│   ├──> Tinirau
│   │     
│   ├──> Tamatoa
│   │  
│   └──> Taiki ♂
│        x Ema ♀
│        │ 
│        ├──>
Tinomana Tuoro Ariki
 ♂, Tinomana Ariki de 1916 à 1934
│        │   x Mere ♀
│        │   │ 
│        │   ├──>Arthur ♂ 
│        │   │   x Tangi♀
│        │   │   │
│        │   │   ├──>
Tinomana Ruta Tuoro Ariki
♀, Tinomana Ariki depuis 1991
│        │   │   │   x Hosking ♂ 
│        │   │   │
│        │   │   └──>+ 2 enfants Ioane, Ngametua
│        │   │                  
│        │   └──>+ 3 enfants Apai, Rangi, Tinirau
│        │
│        └──>+3 enfants (Akaiti, Tutevera, Apai) 
│    
└──> Miriama ♀ (aucune descendance)
```

### Sources
- Tinomana Enuarurutini, tataia e Taira Rere, 1973 (biographie d'Enuarurutini, en māori).
- History of the Tinomana Family by Taira Rere (en anglais).